# 3294 Carlvesely
3294 Carlvesely eller 6563 P-L är en asteroid i huvudbältet som upptäcktes den 24 september 1960 av den nederländsk-amerikanske astronomen Tom Gehrels och det nederländska astronomparet Ingrid van Houten-Groeneveld och Cornelis Johannes van Houten vid Palomarobservatoriet. Den är uppkallad efter Carl D. Vesely.
Asteroiden har en diameter på ungefär 11 kilometer.